# Cronologia della seconda guerra mondiale (1944)
Questa cronologia della seconda guerra mondiale contiene gli eventi militari, politici e diplomatici inerenti alla seconda guerra mondiale e fatti collegati, dal 1º gennaio al 31 dicembre 1944.

## 1944

### Gennaio

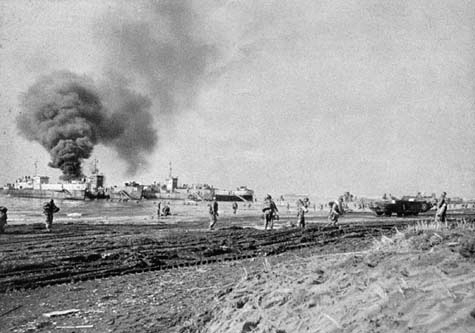
Le truppe statunitensi durante lo sbarco di Anzio

- 3 gennaio - Agli ordini del generale Alphonse Juin arriva in Italia un corpo di spedizione francese che si renderà autore di numerosi crimini.
- 4 gennaio - Campagna d'Italia: Inizia la battaglia di Montecassino
- 8 gennaio - Le forze sovietiche del generale Ivan Stepanovič Konev liberano Kirovograd
- 11 gennaio - Verona: fucilazione di Galeazzo Ciano.
- 14 gennaio - L'Armata Rossa inizia l'offensiva sul fronte di Leningrado e Novgorod.
- 17 gennaio
  - le forze britanniche in Italia attraversano il Garigliano.
  - Partigiani italiani portano a segno l'attentato al balipedio di Viareggio.
- 20 gennaio - Germania: I britannici bombardano Berlino con 2.300 tonnellate di bombe.
- 20 gennaio - In Italia le truppe americane vengono respinte dai tedeschi sul fiume Rapido.
- 22 gennaio - Campagna d'Italia: gli Alleati danno luogo allo sbarco di Anzio; i tedeschi, dopo un primo momento di sorpresa, riusciranno a fermare l'avanzata anglo-americana dalla testa di ponte.
- 24 gennaio - Inizio della Battaglia di Korsun'
- 26 gennaio - A Bari si apre il congresso del Comitato di liberazione.
- 27 gennaio - Unione Sovietica: dopo 29 mesi viene rotto l'assedio di Leningrado.
- 29 gennaio - Inizia la battaglia di Cisterna che si concluderà con il successo tedesco.
- 30 gennaio - Truppe americane invadono l'isola di Majuro.
- 30 gennaio - L'Armata Rossa avanza verso Nikopol' e Krivoj Rog, in Ucraina
- 31 gennaio - Truppe americane sbarcano a Kwajalein e in altri atolli delle Isole Marshall occupate dai giapponesi.

### Febbraio

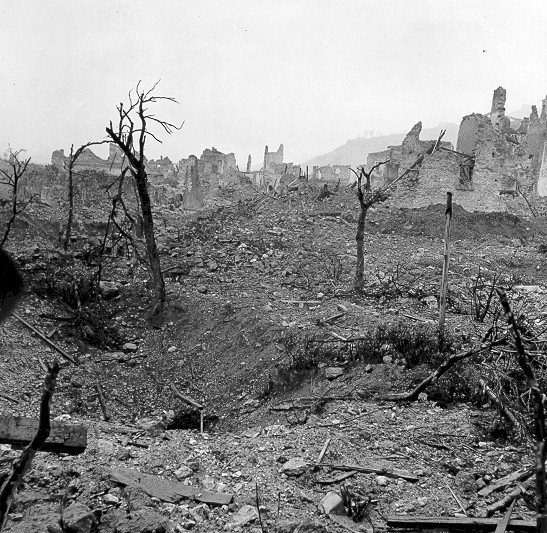
Le rovine di Montecassino dopo la battaglia
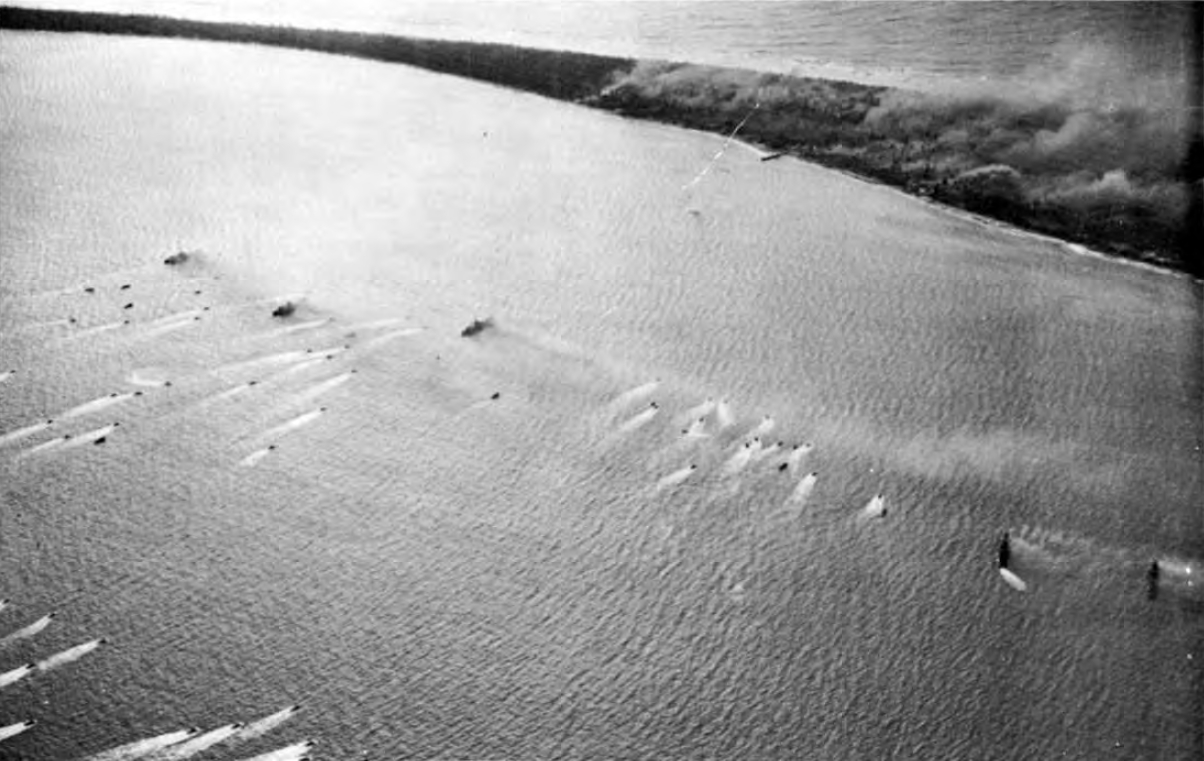
Gli statunitensi giungono a Enewetak
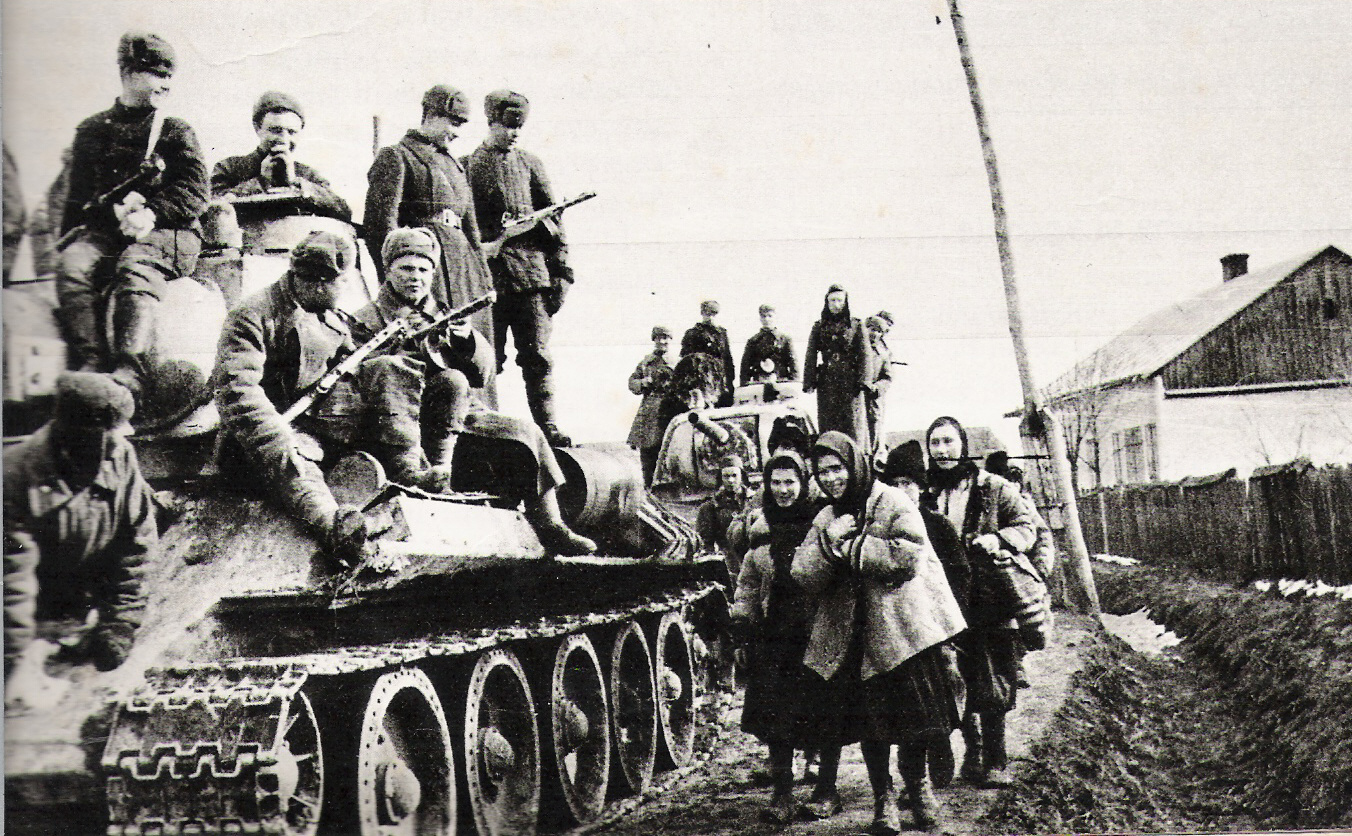
I soldati dell'Armata Rossa liberano un villaggio ucraino nell'inverno 1944

- 1º febbraio - Truppe americane invadono le Isole Marshall.
- 3 febbraio - Termina la Campagna delle isole Gilbert e Marshall.
- 3 febbraio - Le forze sovietiche dei generali Ivan Stepanovič Konev e Nikolaj Fëdorovič Vatutin chiudono la sacca di Korsun'.
- 3 febbraio - I tedeschi danno inizio all'operazione Fischfang nella testa di ponte di Anzio.
- 11 febbraio - I sovietici prendono di Rovno e Luc'k.
- 14 febbraio - Rivolta anti-giapponese a Giava.
- 15 febbraio - Battaglia di Montecassino: distruzione dell'Abbazia di Montecassino.
- 16-19 febbraio - Fallisce l'offensiva tedesca contro la testa di ponte di Anzio; gli anglo-americani respingono con pesanti perdite gli attacchi.
- 17 febbraio - Inizio della battaglia di Eniwetok.
- 17 febbraio - Le truppe sovietiche sbaragliano le ultime forze tedesche accerchiate nella sacca di Korsun'
- 20 febbraio - Inizio dei bombardamenti sui centri industriali della Germania da parte delle forze aeree Alleate.
- 22 febbraio - L'atollo di Eniwetok viene conquistato dalle truppe americane al termine di una sanguinosa battaglia.
- 26 febbraio - Ripiegamento strategico del Gruppo d'armate Nord tedesco: fine ufficiale dell'assedio di Leningrado.
- 29 febbraio - Le Isole dell'Ammiragliato sono invase dalle truppe americane del generale Douglas MacArthur nell'ambito dell'Operazione Brewer.

### Marzo

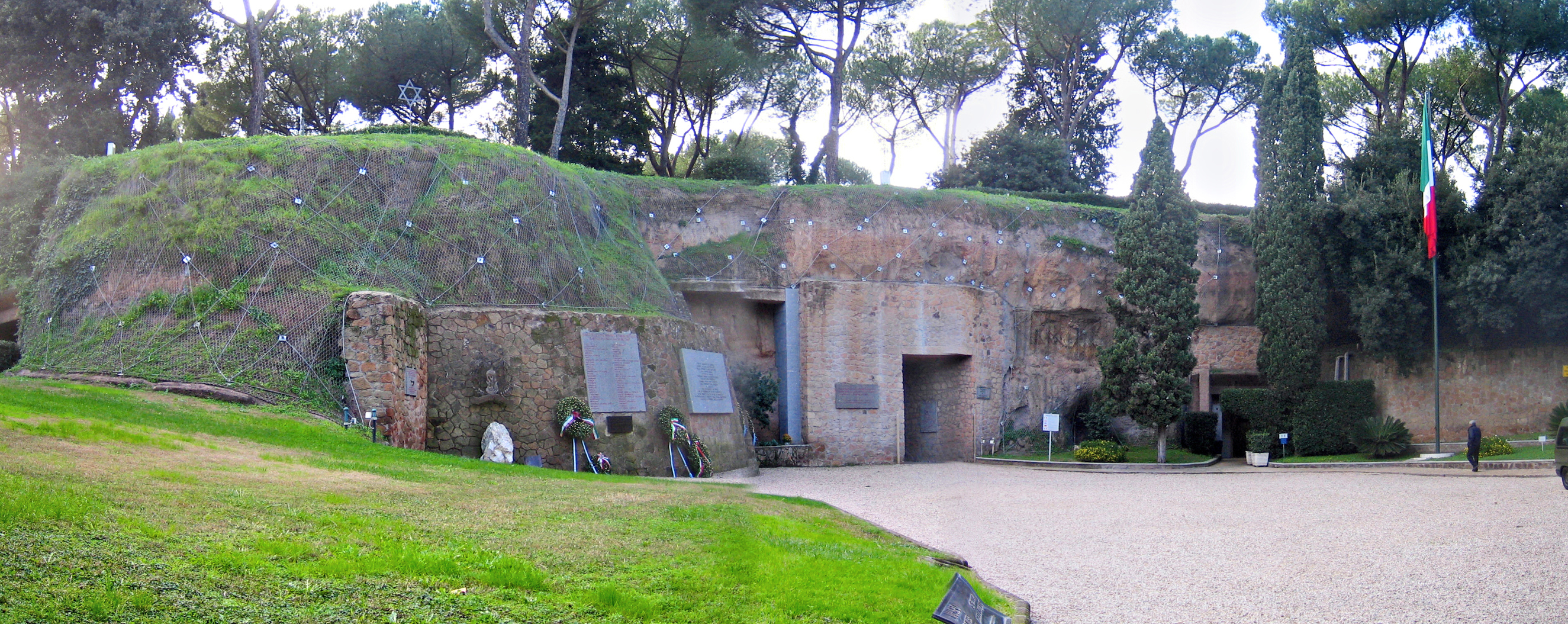
L'ingresso delle Fosse Ardeatine, dove 335 persone fra partigiani, ebrei e rastrellati furono uccise dalle SS il 24 marzo.
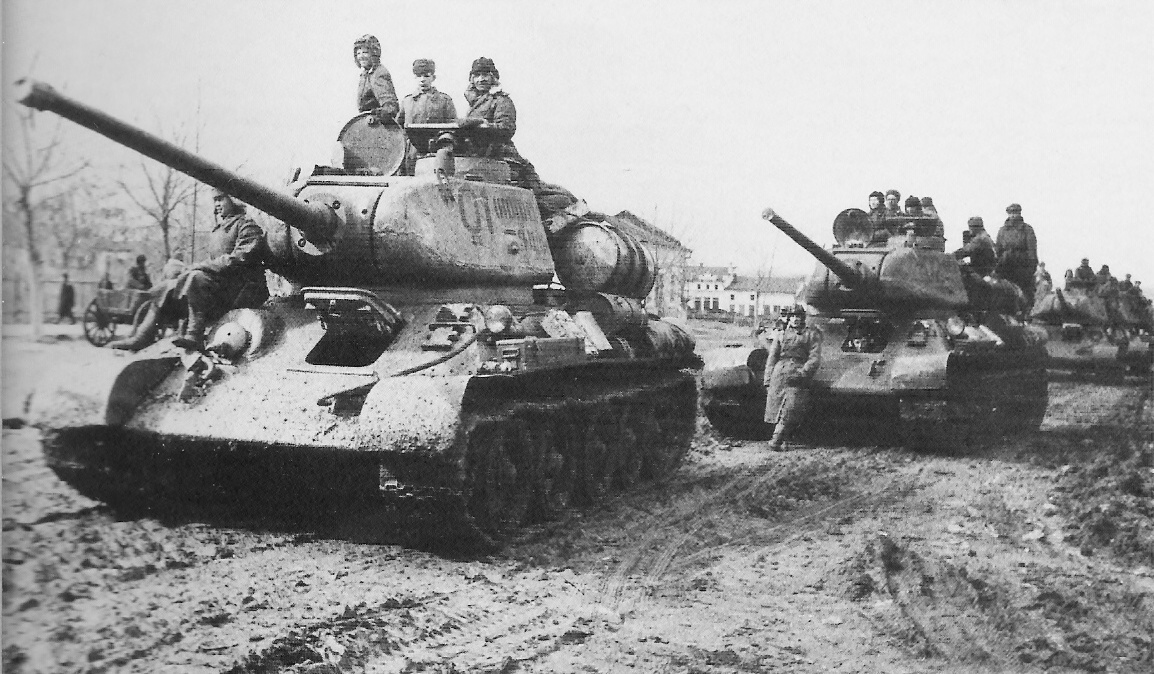
I carri armati sovietici avanzano in Ucraina durante la "marcia nel fango"
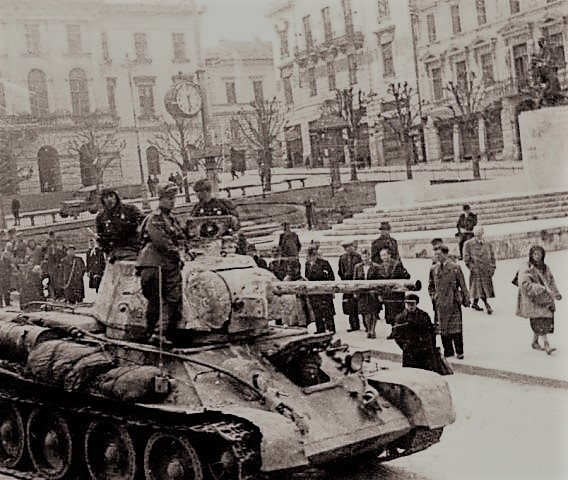
I sovietici entrano a Černovcy il 29 marzo 1944

- 1º marzo - I giapponesi lanciano un'offensiva nel sud e nel centro della Cina contro le forze comuniste di Mao Tse-tung. Inizio degli scioperi operai in Alta Italia.
- 4 marzo - Le armate sovietiche del maresciallo Georgij Konstantinovič Žukov sferrano la grande offensiva Proskurov-Černovcy.
- 5 marzo - Avanzata delle forze del maresciallo Ivan Stepanovič Konev: Offensiva Uman'-Botoșani.
- 6 marzo - Offensiva del generale Malinovskij lungo la costa del Mar Nero.
- 8 marzo - inizia la Battaglia di Imphal.
- 10 marzo - Le truppe sovietiche liberano Uman'.
- 12 marzo - Viene costituito il Comitato nazionale per la liberazione della Grecia.
- 15 marzo - Battaglia di Montecassino: nuovo bombardamento Alleato sulle postazioni difensive tenute dai paracadutisti della 1. Fallschirmjäger-Division.
- 17 marzo - I tedeschi uccidono a Rîbnița (Moldavia) almeno 400 persone, in gran parte cittadini sovietici e anti-fascisti romeni.
- 18 marzo - La Wehrmacht ripiega verso la Romania e la Rutenia. Strage di Monchio, Susano e Costrignano (130 vittime).
- 19 marzo - La Wehrmacht invade l'Ungheria.
- 21 marzo - Inizio della nuova fase dell'offensiva del maresciallo Žukov in direzione di Černovcy.
- 22 marzo - inizio dell'Operazione Strangle
- 23 marzo - Italia: a Roma l'attentato di via Rasella, eseguito dai Gruppi di Azione Patriottica, uccide trentatré soldati tedeschi del Polizeiregiment "Bozen".
- 24 marzo - In rappresaglia per l'azione gappista di via Rasella, le SS compiono l'eccidio delle Fosse Ardeatine uccidendo 335 persone.
- 25 marzo - Le forze del maresciallo Konev raggiungono i confini della Romania. Arrivo in Italia del corpo di spedizione brasiliano (Força Expedicionária Brasileira).
- 27 marzo - Svolta di Salerno: Palmiro Togliatti, leader del Partito Comunista Italiano propone alle forze antifasciste di cooperare con il governo Badoglio in un governo d'unità nazionale allo scopo di fronteggiare l'invasione dei tedeschi.
- 27 marzo - Accerchiamento della 1. Panzerarmee tedesca nella sacca di Kamenec-Podol'skij.
- 28 marzo - Le forze sovietiche liberano Nikolaev
- 29 marzo - I sovietici raggiungono Černovcy

### Aprile

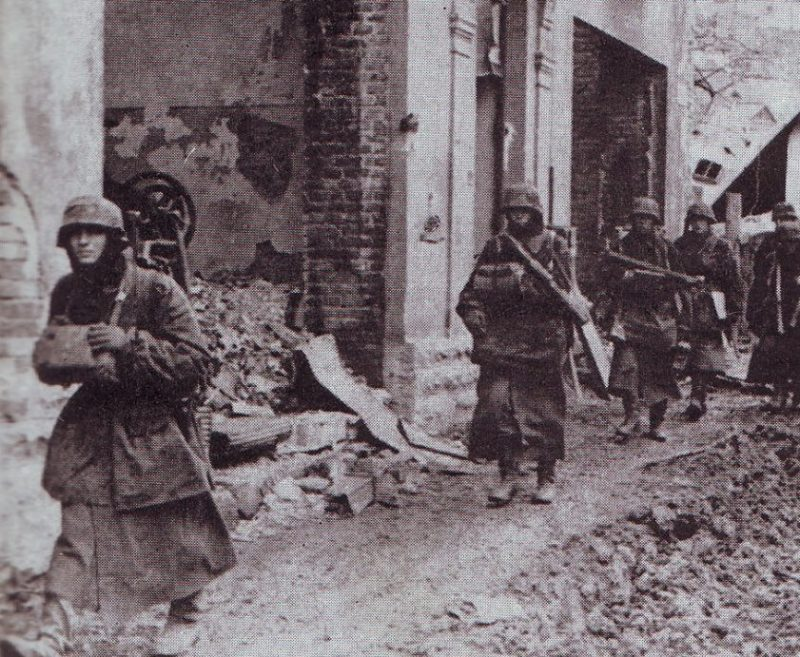
Soldati tedeschi in combattimento durante la Battaglia di Kamenec-Podol'skij
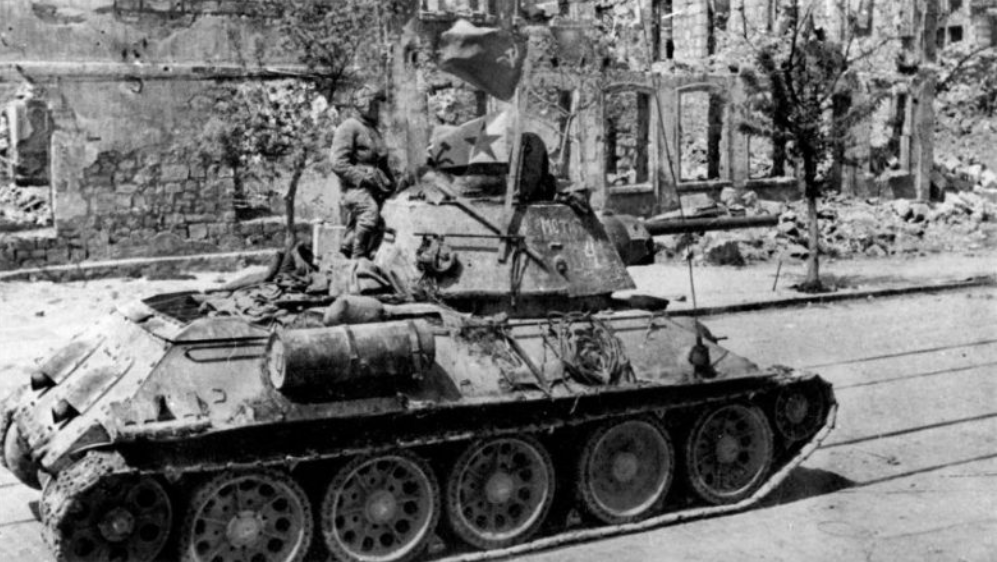
Carri armati sovietici entrano a Simferopoli durante la battaglia di Crimea

- 5 aprile - Charles de Gaulle proclamato comandante di tutte le forze francesi.
- 7 aprile - Eccidio di Fragheto
- 8 aprile - Inizio della battaglia di Crimea, l'offensiva finale sovietica del generale Tolbuchin per liberare la penisola di Crimea.
- 9 aprile - Le truppe tedesche accerchiate a Kamenec-Podol'skij riescono a sfuggire dalla sacca e ripiegano in Galizia.
- 10 aprile - Le truppe sovietiche liberano Odessa.
- 15 aprile - Battaglia di Târgu Frumos: le forze tedesco-rumene consolidano il fronte e fermano l'avanzata sovietica sui confini della Romania.
- 17 aprile - Le armate corazzate del maresciallo Georgij Konstantinovič Žukov raggiungono i Carpazi. I sovietici liberarono Tarnopol
- 21 aprile - Primo governo di unità nazionale in Italia.

### Maggio

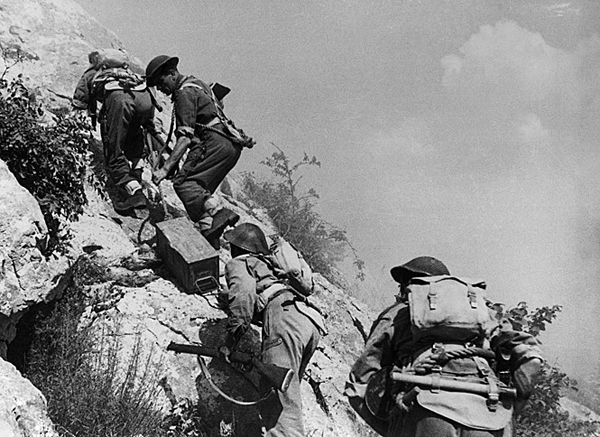
Soldati polacchi in azione durante l'ultima fase della battaglia di Cassino
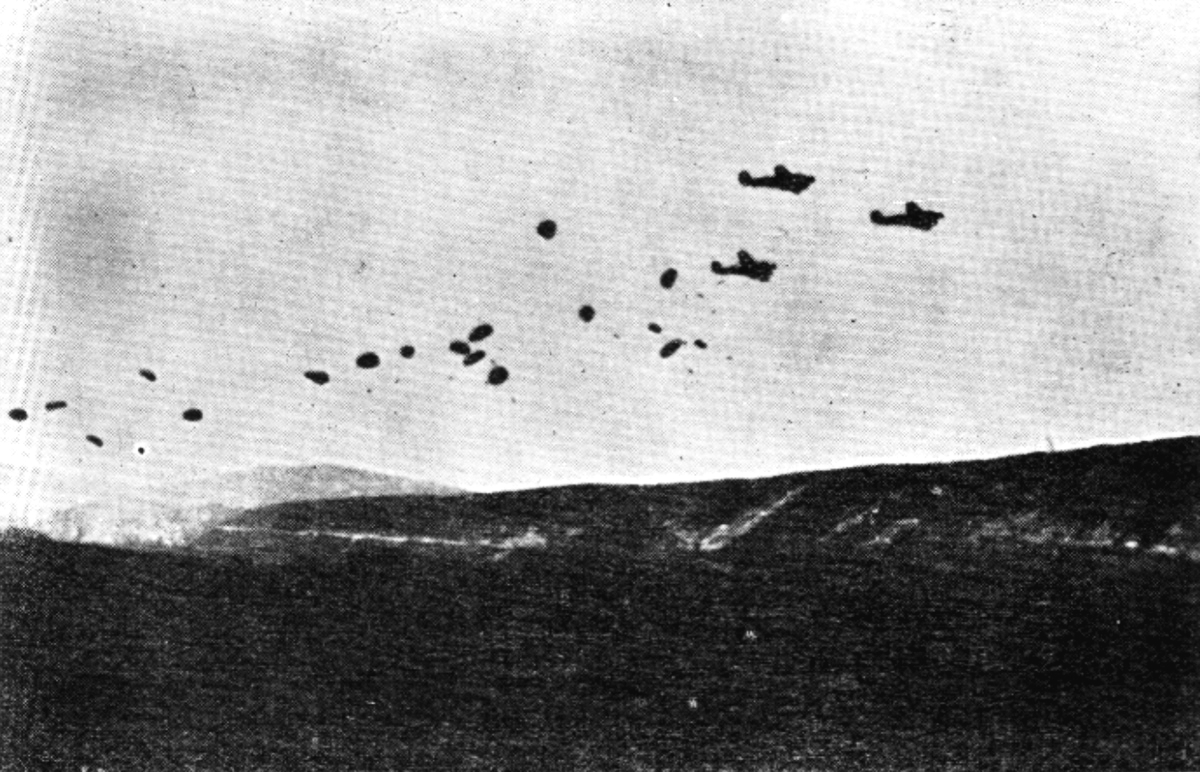
I paracadutisti tedeschi si lanciano su Drvar durante l'operazione Rösselsprung
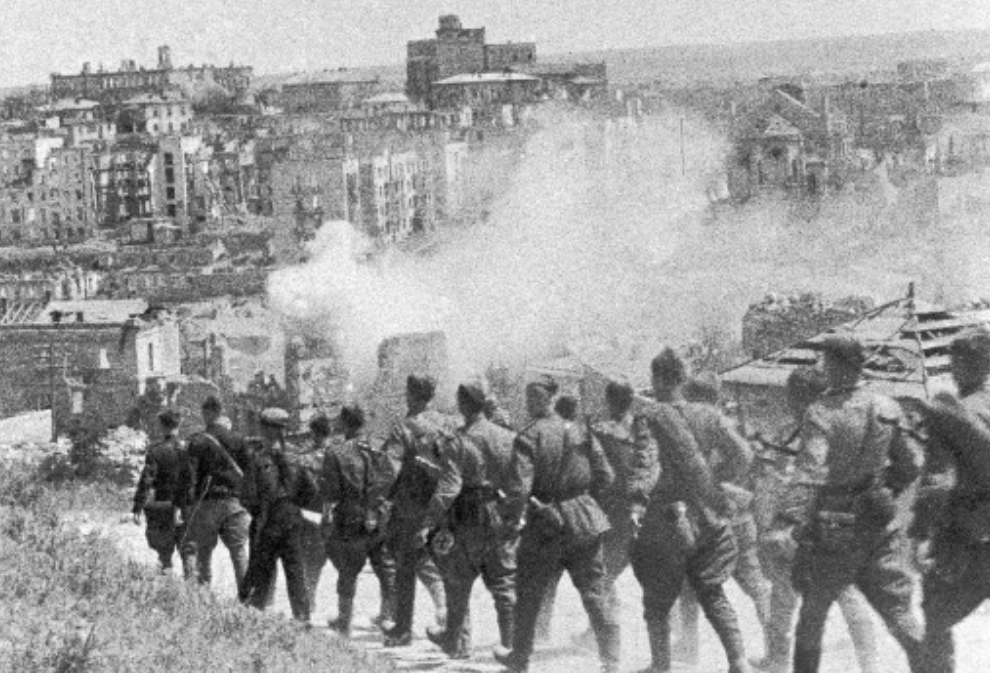
Soldati sovietici entrano a Sebastopoli durante la battaglia di Crimea

- maggio - Operazione Diadem
- 9 maggio - L'Armata Rossa libera Sebastopoli.
- 10 maggio - Le forze Alleate si congiungono coi cinesi tra Birmania e Yunnan.
- 12 maggio - Le truppe sovietiche completano la liberazione della Crimea.
- 18 maggio - Battaglia di Montecassino: i tedeschi evacuano le proprie posizioni dalla cima di Montecassino.
- 24 maggio - Fucilazione da parte dei fascisti degli ammiragli Luigi Mascherpa e Inigo Campioni per adesione al governo legittimo di Roma.
- 25 maggio - Operazione Rösselsprung, i paracadutisti tedeschi si lanciano sul quartier generale dei partigiani jugoslavi a Drvar per catturare o uccidere Josip Broz Tito; l'attacco si conclude con un insuccesso e il capo partigiano riesce a fuggire dal suo rifugio.

### Giugno

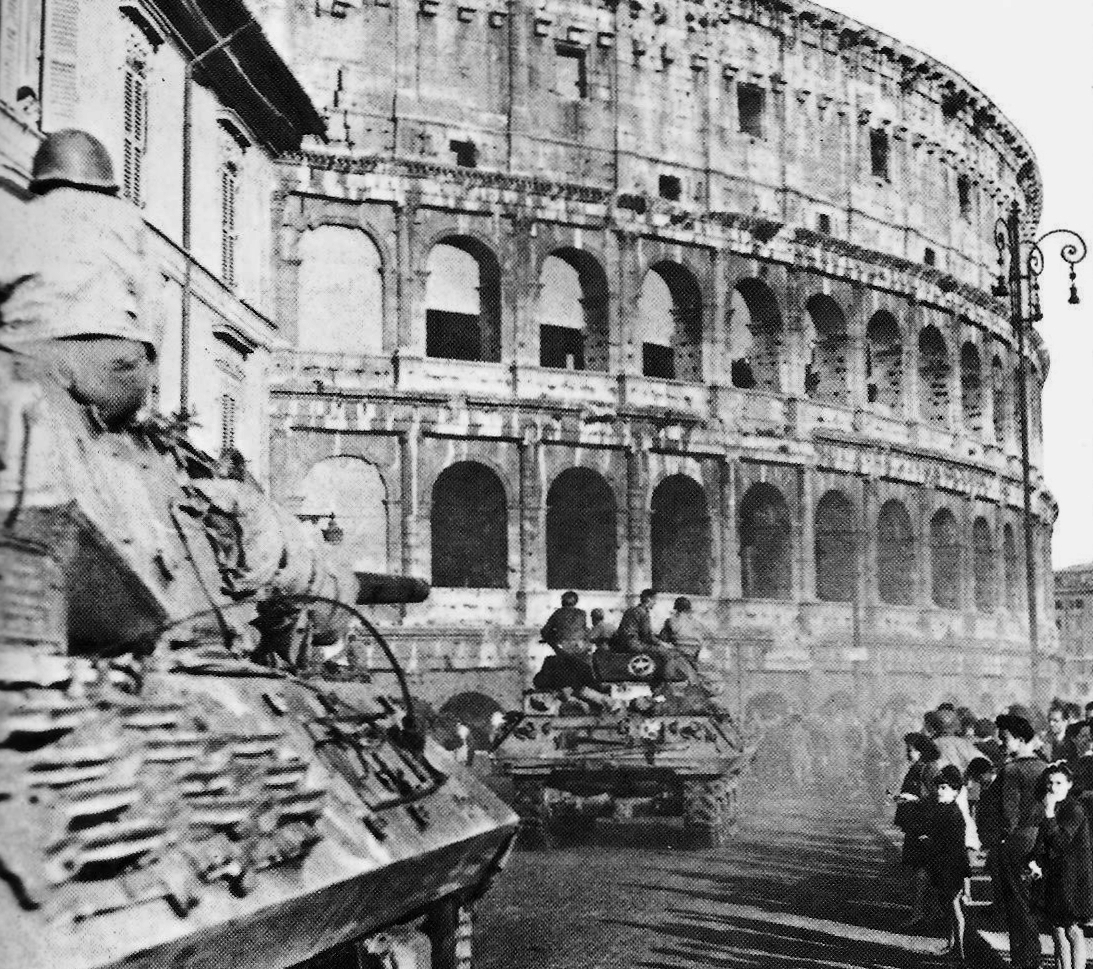
I mezzi corazzati americani entrano a Roma il 4 giugno 1944
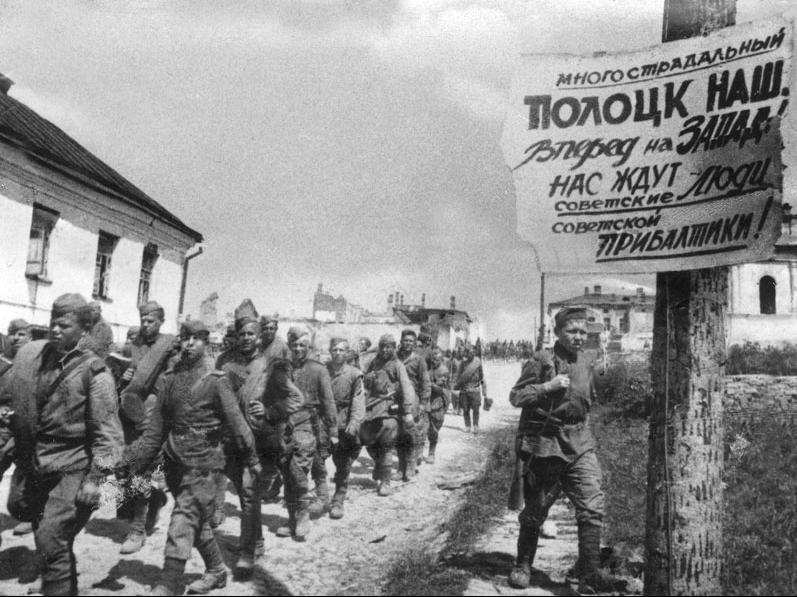
L'Armata Rossa in marcia durante  l'operazione Bagration

- 1º giugno - Gli alleati conquistano Sora e Frosinone.
- 3 giugno - Gli alleati conquistano Velletri e Valmontone.
- 4 giugno - Le forze navali americane catturano l'U-Boot U-505.
- 4 giugno - Italia: Roma viene presa dagli Alleati.
- 5 giugno - Più di 1.000 bombardieri anglo-americani sganciano 5.000 tonnellate di bombe sulle spiagge della Normandia in preparazione dello sbarco.
- 6 giugno - Francia: gli Alleati iniziano lo sbarco in Normandia (Operazione Overlord). Più di 155.000 soldati Alleati si scontrano contro le forze tedesche trincerate nel Vallo Atlantico.
- 9 giugno - L'Armata Rossa lancia un'offensiva contro la Finlandia per costringere alla resa il paese scandinavo.
- 10 giugno - 642 tra uomini, donne e bambini vengono massacrati dalle SS a Oradour-sur-Glane, Francia.
- 10-11 giugno - Le truppe sovietiche sfondano le difese finlandesi nell'istmo di Carelia
- 13 giugno - I tedeschi lanciano il primo attacco missilistico della storia, impiegando i V1 contro l'Inghilterra.
- 15 giugno - Battaglia di Saipan: gli Stati Uniti invadono Saipan.
- 19 giugno - Battaglia del Mare delle Filippine, scontro aeronavale tra la flotta giapponese e americana. Il Giappone perde tre portaerei e la gran parte degli aerei imbarcati.
- 20 giugno - L'Armata Rossa occupa Viipuri
- 22 giugno - Operazione Bagration: l'Armata Rossa lancia la grande offensiva generale contro la Wehrmacht in Bielorussia.
- 25 giugno - Inizia la battaglia di Tali-Ihantala tra le forze finlandesi e quelle sovietiche.
- 26 giugno - Le truppe americane occupano Cherbourg. I sovietici liberano Vitebsk.
- 27 giugno - L'Armata Rossa libera Bobrujsk.

### Luglio

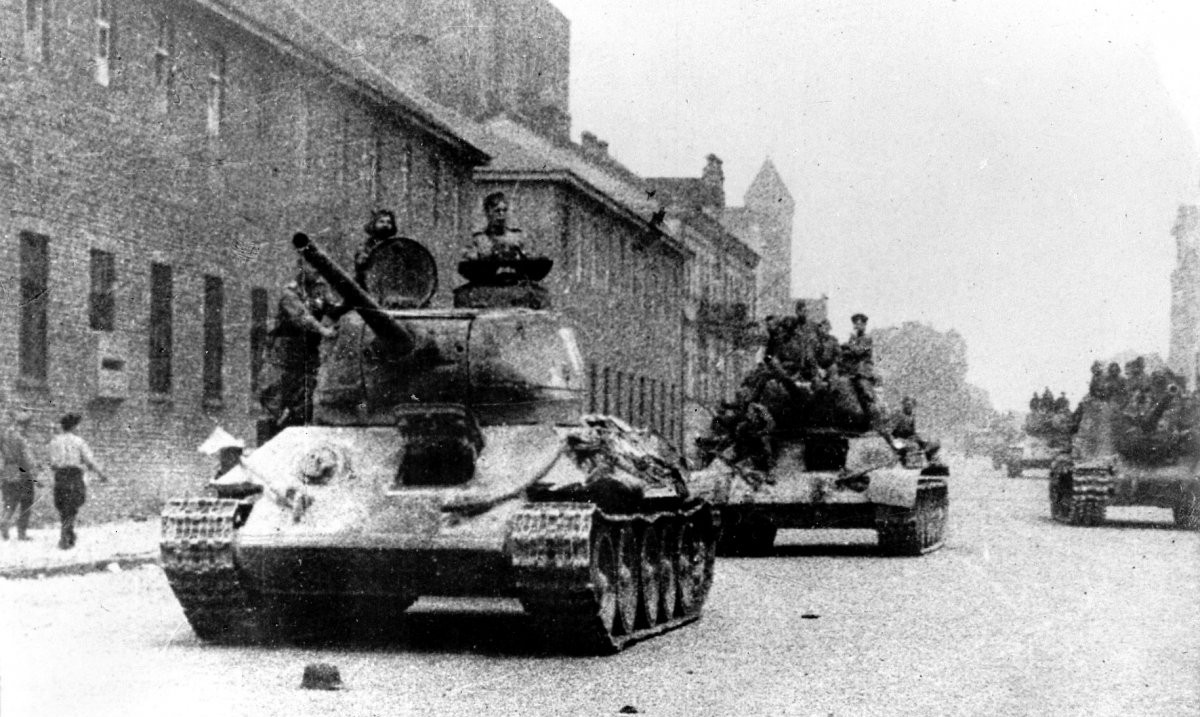
I carri armati sovietici entrano a Minsk il 3 luglio 1944
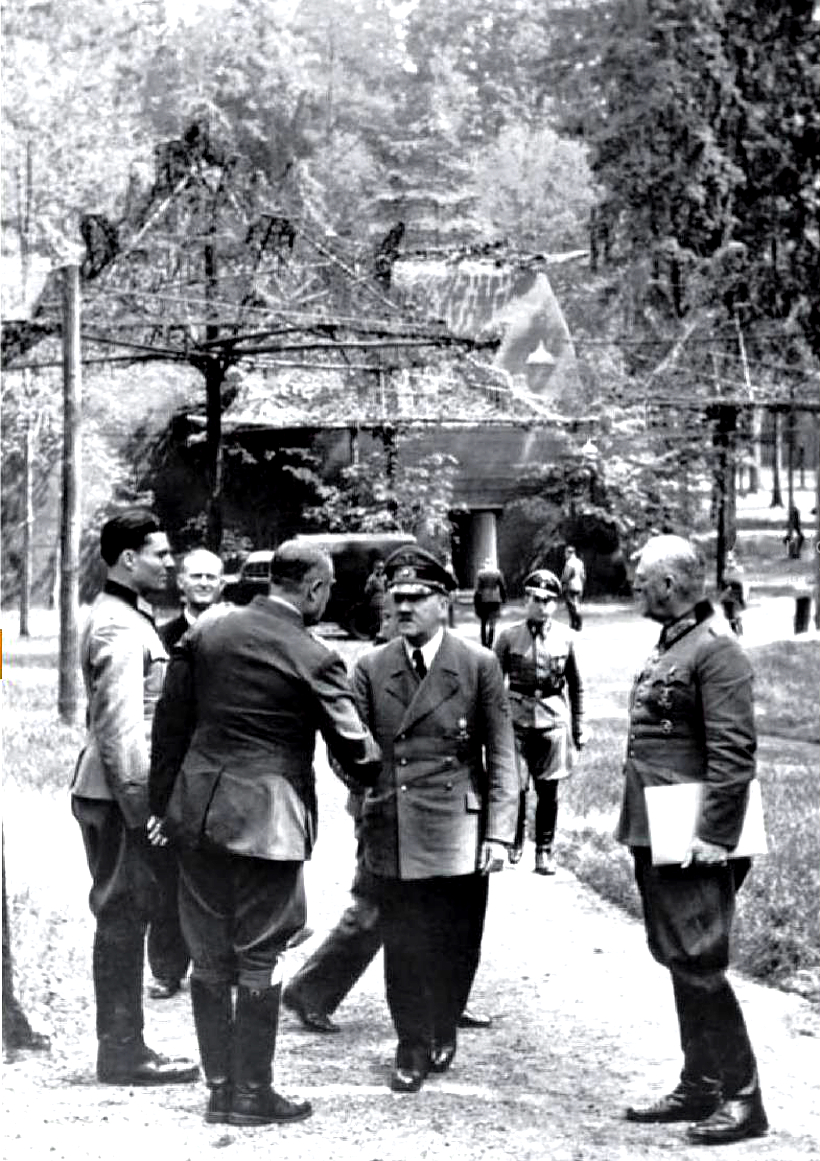
Claus Schenk von Stauffenberg, il principale attentatore dell'Operazione Valkiria, cinque giorni prima del celebre attentato.
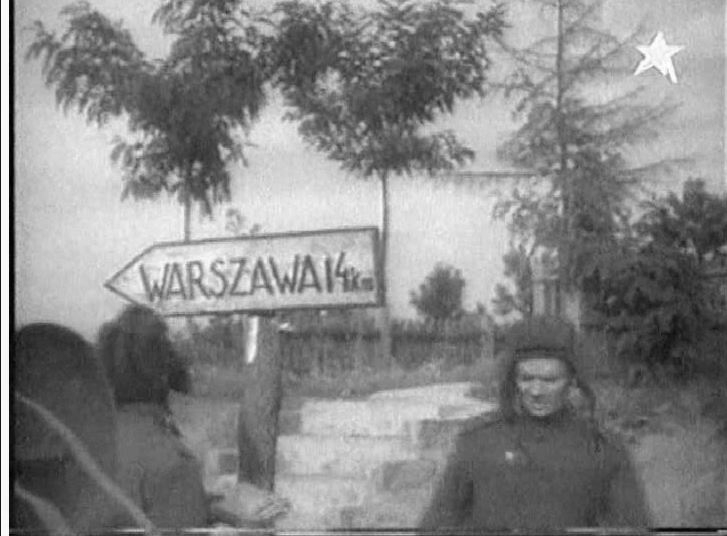
I carristi dell'Armata Rossa sono a pochi chilometri da Varsavia

- 1º luglio - Gli alleati conquistano Cherbourg
- 3 luglio - Operazione Bagration: le colonne corazzate sovietiche liberano Minsk e accerchiano il Gruppo d'armate Centro tedesco. Campagna d'Italia: le truppe americane e francesi entrano a Siena.
- 4-7 luglio - Operazione Bagration: distruzione delle forze tedesche accerchiate nella sacca di Minsk; i sovietici catturano oltre 150.000 prigionieri.
- 9 luglio - Battaglia di Normandia: truppe britanniche e canadesi occupano Caen durante l'operazione Charnwood.
- 10 luglio - Le truppe sovietiche iniziano a riconquistare i Paesi Baltici. I Fratelli della foresta attuano la resistenza.
- 13 luglio - Truppe sovietiche entrano a Vilnius.
- 18 luglio - Hideki Tōjō rassegna le dimissioni da Primo ministro del Giappone a seguito degli ultimi rovesci militari.
- 18 luglio - Le armate sovietiche del maresciallo Konstantin Rokossovskij iniziano l'offensiva Lublino-Brest
- 20 luglio - Alti ufficiali tedeschi organizzano un attentato contro Adolf Hitler, che rimane solo ferito.
- 21 luglio - Battaglia di Guam: truppe americane sbarcano a Guam.
- 21 luglio - Creazione del filo-sovietico Comitato Polacco di Liberazione Nazionale (governo di Lublino).
- 24 luglio - I carri armati sovietici liberano Lublino
- 25 luglio - Fallimento dell'Operazione Spring le truppe canadesi perdono 18.444 uomini, di cui 5.021 morti.
- 25 luglio - Inizio da parte dell'esercito americano dell'operazione Cobra: sfondamento del fronte tedesco in Normandia.
- 27 luglio - L'Armata Rossa libera Leopoli durante l'offensiva Leopoli-Sandomierz
- 28 luglio - I sovietici liberano Brest-Litovsk
- 31 luglio - Le colonne corazzate americane conquistano Avranches ed entrano in Bretagna.
- 31 luglio - Le colonne corazzate sovietiche raggiungono la periferia di Varsavia

### Agosto

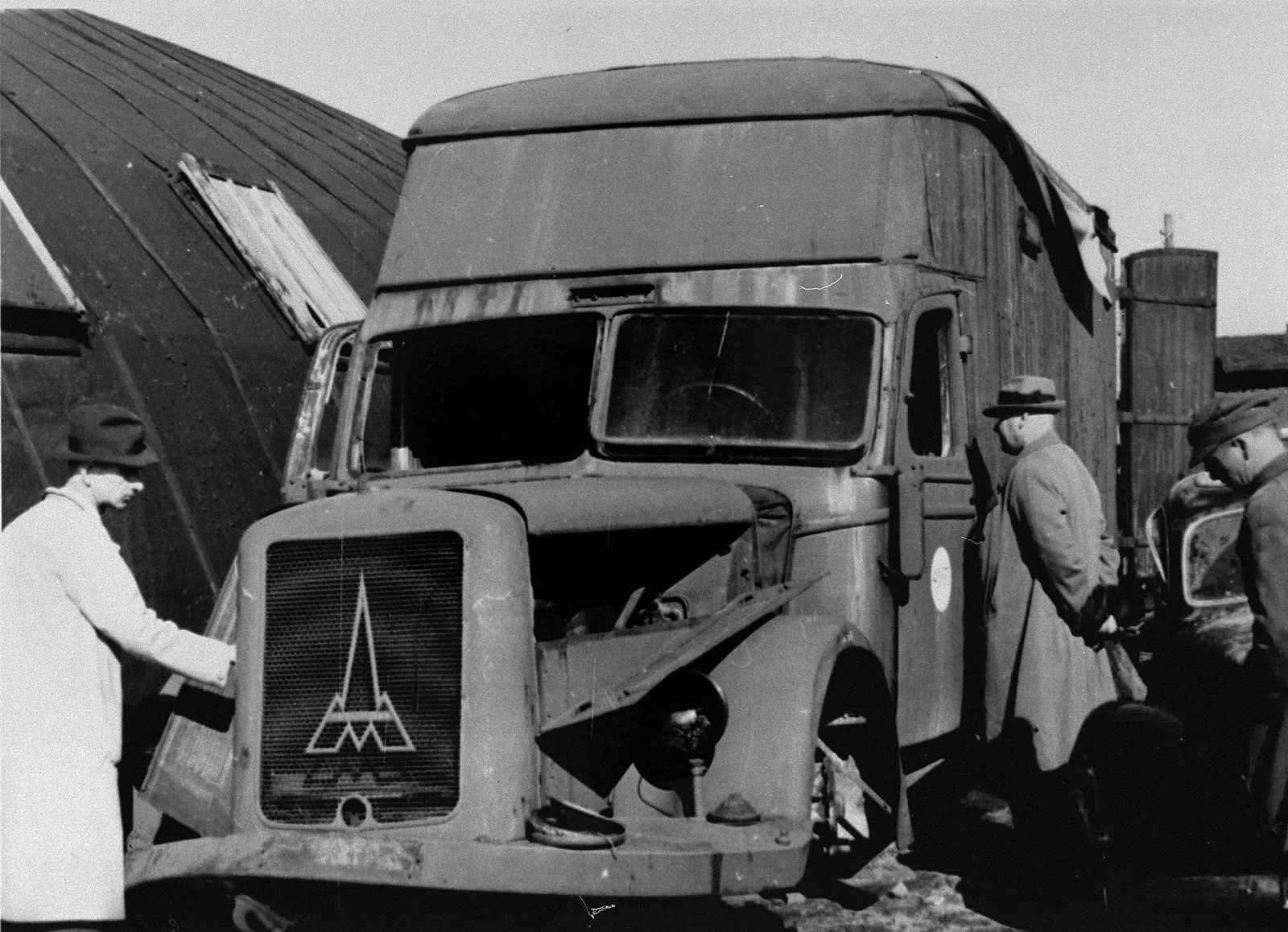
Un "Gaswagen", un camion a gas, a Chełmno, uno dei campi di sterminio costruito durante l'Olocausto. Vi morirono circa 550.000 persone fra Ebrei e prigionieri di guerra; venivano uccisi o nei "Gaswagen" o, se venivano inclusi al Sonderkommando, fucilati; fu il penultimo campo di sterminio ad essere chiuso (ma non liberato)

- agosto - Inizia lo sterminio dei prigionieri nei campi di concentramento tedeschi[1].
- 1º agosto - Inizia la Rivolta di Varsavia, ispirata dall'imminente arrivo dell'Armata Rossa; inizio della controffensiva tedesca alle porte di Varsavia
- 2 agosto - La Turchia sospende le relazioni politiche ed economiche con la Germania.
- 6 agosto - Fine dei contrattacchi tedeschi a Radzymin-Wolomin, i carri armati sovietici sono fermati alle porte di Varsavia
- 7 agosto - Fallimento del contrattacco tedesco a Mortain in Normandia.
- 8 agosto - Gli americani liberano Le Mans.
- 10 agosto - Battaglia di Guam: truppe americane occupano Guam.
- 10 agosto - Strage di Piazzale Loreto
- 12 agosto - I partigiani e le truppe anglo-statunitensi liberano Firenze.
- 15 agosto - Operazione Dragoon: truppe americane sbarcano nel sud della Francia.
- 19 agosto - Insurrezione di Parigi.
- 19 agosto - I tedeschi per non rimanere insaccati avviano lo sgombero della Francia sud-occidentale
- 20 agosto - I tedeschi arrestano il maresciallo Pétain
- 20 agosto - Inizio della grande offensiva sovietica in Romania.
- 21 agosto - Disfatta tedesca nella sacca di Falaise, fine della battaglia di Normandia.
- 23 agosto - Ion Antonescu, primo ministro della Romania, viene arrestato, e viene creato un nuovo governo. La Romania si schiera a fianco degli Alleati.
- 24 agosto - I francesi della 2e division blindée liberano Parigi.
- 25 agosto - L'Ungheria decide di continuare la guerra a fianco della Germania.
- 25 agosto - I tedeschi iniziano lo sgombero dalla Grecia per non rimanervi insaccati dopo la resa della Romania. Nelle aree sgomberate inizia una guerra civile tra comunisti (ELAS) e monarchici (EDES).
- 25 agosto - Si inizia la battaglia di Rimini, il più grande scontro di mezzi corazzati combattuto in Italia
- 28 agosto - I tedeschi abbandonano Bordeaux; mantengono nella Francia occidentale solo le "sacche atlantiche" (resistenti fino al termine della guerra)
- 29 agosto - Inizio dell'Insurrezione nazionale slovacca.
- 29 agosto - Disfatta completa tedesca in Romania
- 31 agosto - L'Armata Rossa entra a Bucarest.

### Settembre

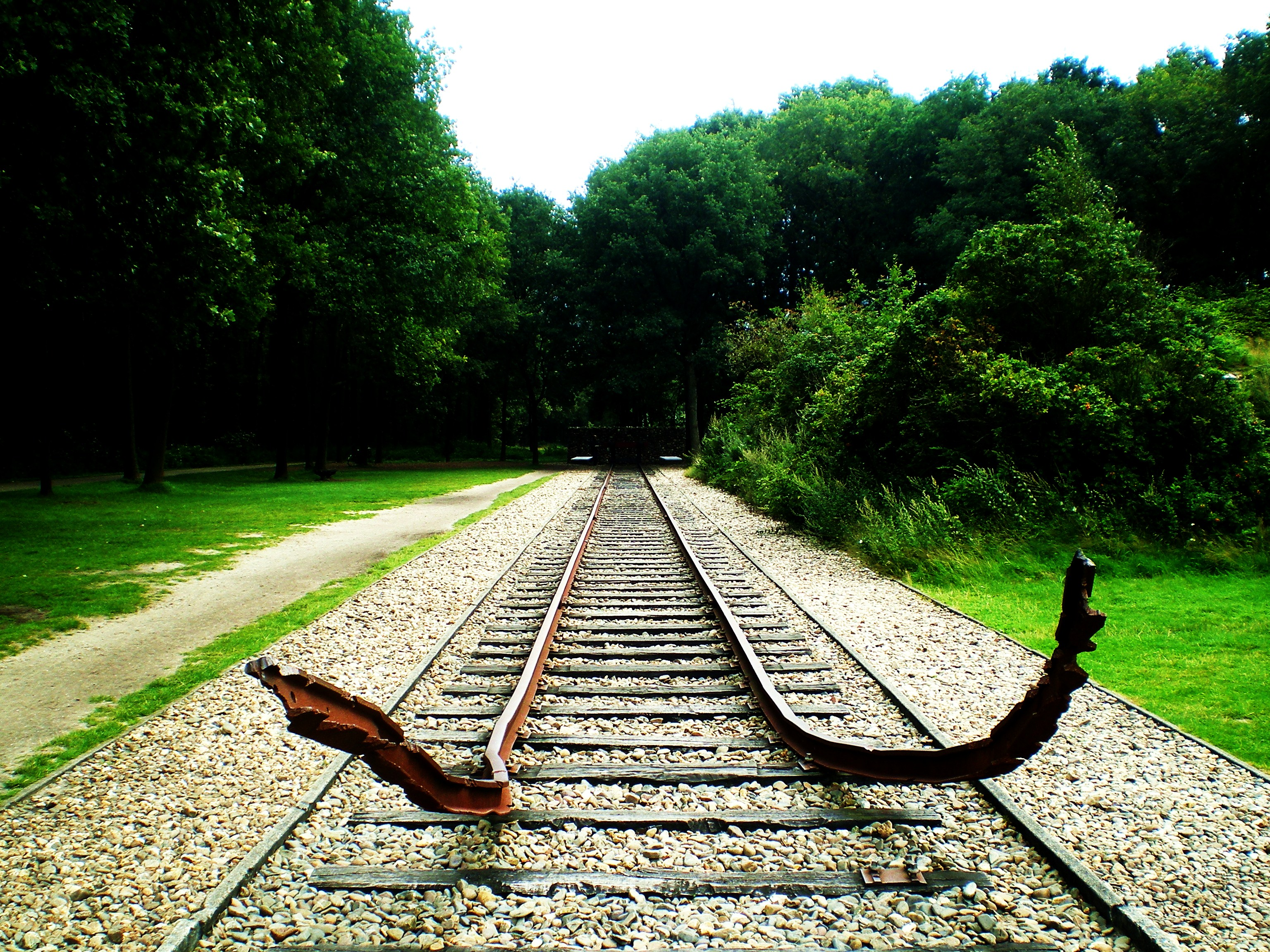
Le ferrovie di Westerbork, così come si vedono oggi.
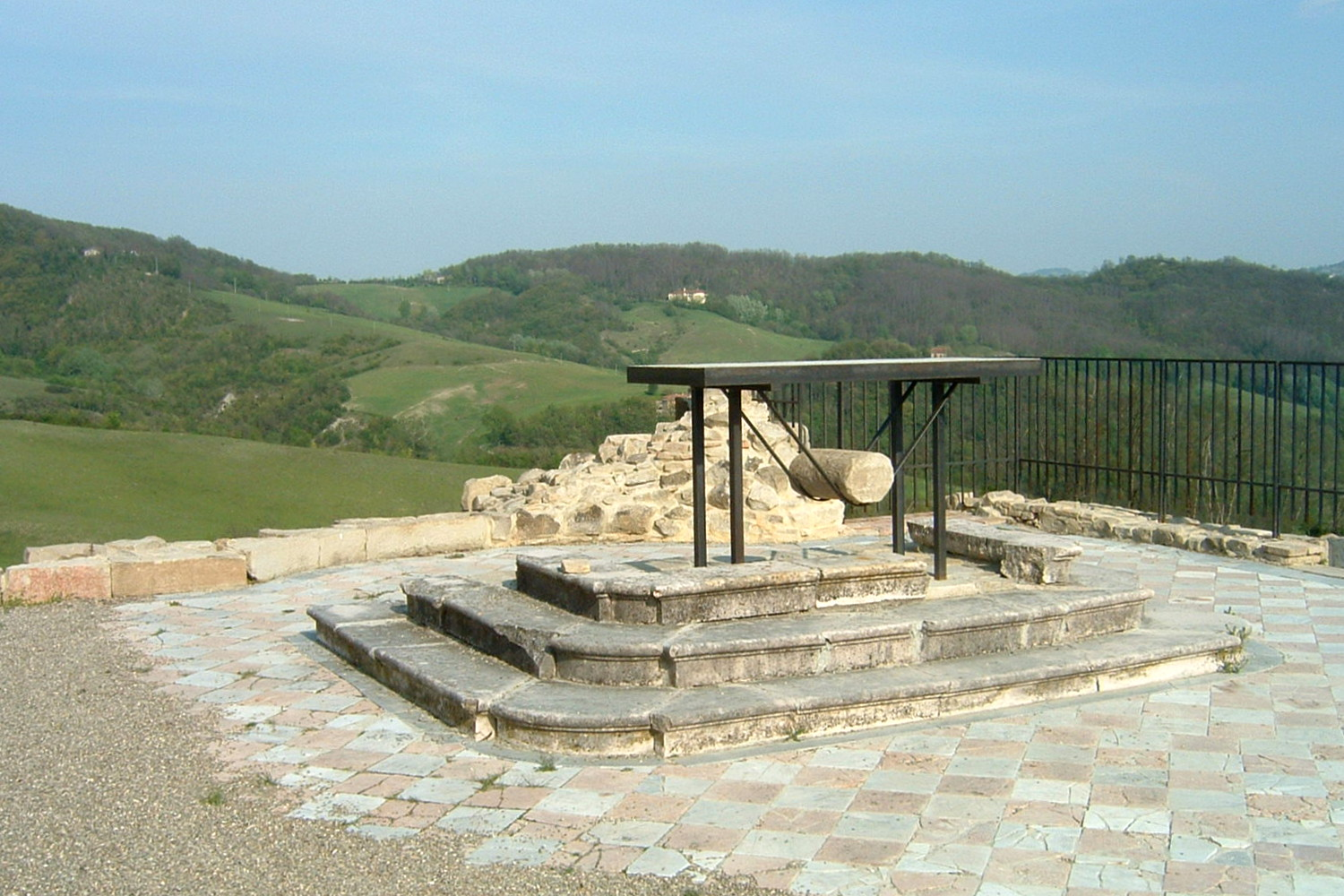
I ruderi della Chiesa di San Martino di Monte Sole, uno dei simboli della Strage di Marzabotto, fu letteralmente assaltata dai nazisti, che uccisero il sacerdote e altre quattro persone. Poi fu bruciata, e gli altri presenti fucilati nel cimitero vicino.
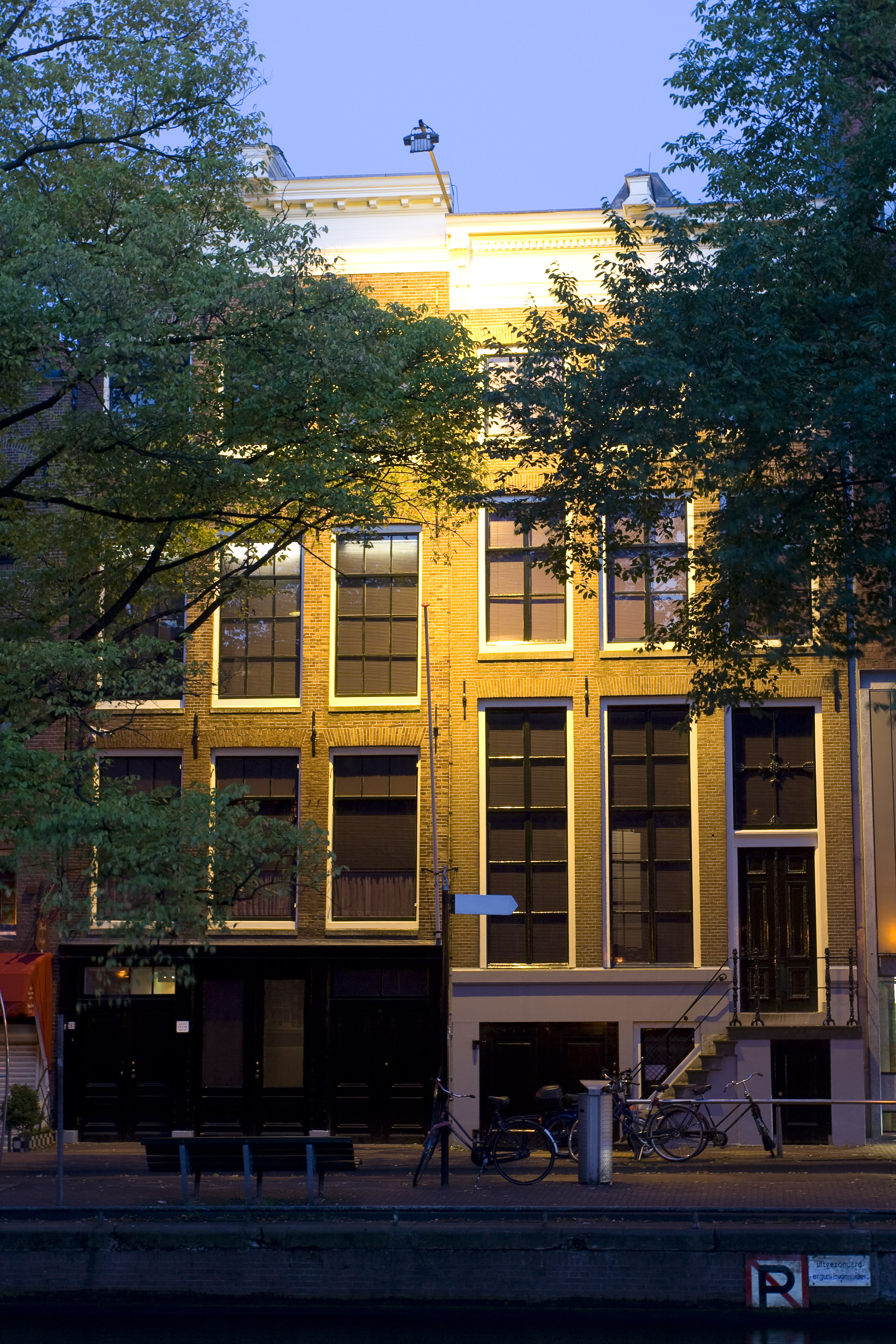
La casa dove Anna Frank fu arrestata dalla Gestapo

- 1º settembre - In Bulgaria il governo Bagraniov rassegna le dimissioni, sostituito da Konstantin Muraviev, filo-britannico.
- 2 settembre - A seguito di una delazione, la ragazza ebrea Anna Frank viene deportata dall'Olanda ad Auschwitz. Morirà a Bergen-Belsen di tifo e stenti nel marzo 1945. Nell'immediato dopoguerra, la pubblicazione delle sue memorie (il diario) contribuirà nel portare a conoscenza dell'opinione pubblica mondiale il dramma della deportazione e dello sterminio della popolazione ebraica.
- 3 settembre - Gli Alleati liberano Bruxelles.
- 4 settembre - La Finlandia interrompe le relazioni diplomatiche con la Germania.
- 5 settembre - L'Unione Sovietica dichiara guerra alla Bulgaria.
- 6 settembre - La Bulgaria si arrende e dichiara guerra alla Germania.
- 8 settembre - Londra e Parigi vengono bombardate per la prima volta dai missili V2 tedeschi.
- 9 settembre - Colpo di Stato filo-comunista in Bulgaria: Kimon Georgiev capo del governo.
- 11 settembre - Le forze Alleate provenienti dal nord e dal sud della Francia si incontrano a Digione.
- 12 settembre - Firma dell'armistizio tra Romania e Unione Sovietica.
- 17 settembre - Inizio dell'Operazione Market Garden.
- 18 settembre - L'Armata Rossa entra a Sofia
- 18-29 settembre - Battaglia di Arracourt
- 19 settembre - Viene firmato l'armistizio tra la Finlandia e l'Unione Sovietica.
- 26 settembre - Si conclude l'Operazione Market Garden con una sconfitta delle forze Alleate.
- 28 settembre - La Finlandia dichiara guerra alla Germania e la attacca in Norvegia: guerra di Lapponia.
- 29 settembre-1º ottobre - I tedeschi in ritirata compiono una strage a Marzabotto, nell'Appennino bolognese. Per rappresaglia vengono uccise 1.836 persone.
- 30 settembre - Termina la battaglia di Rimini

### Ottobre

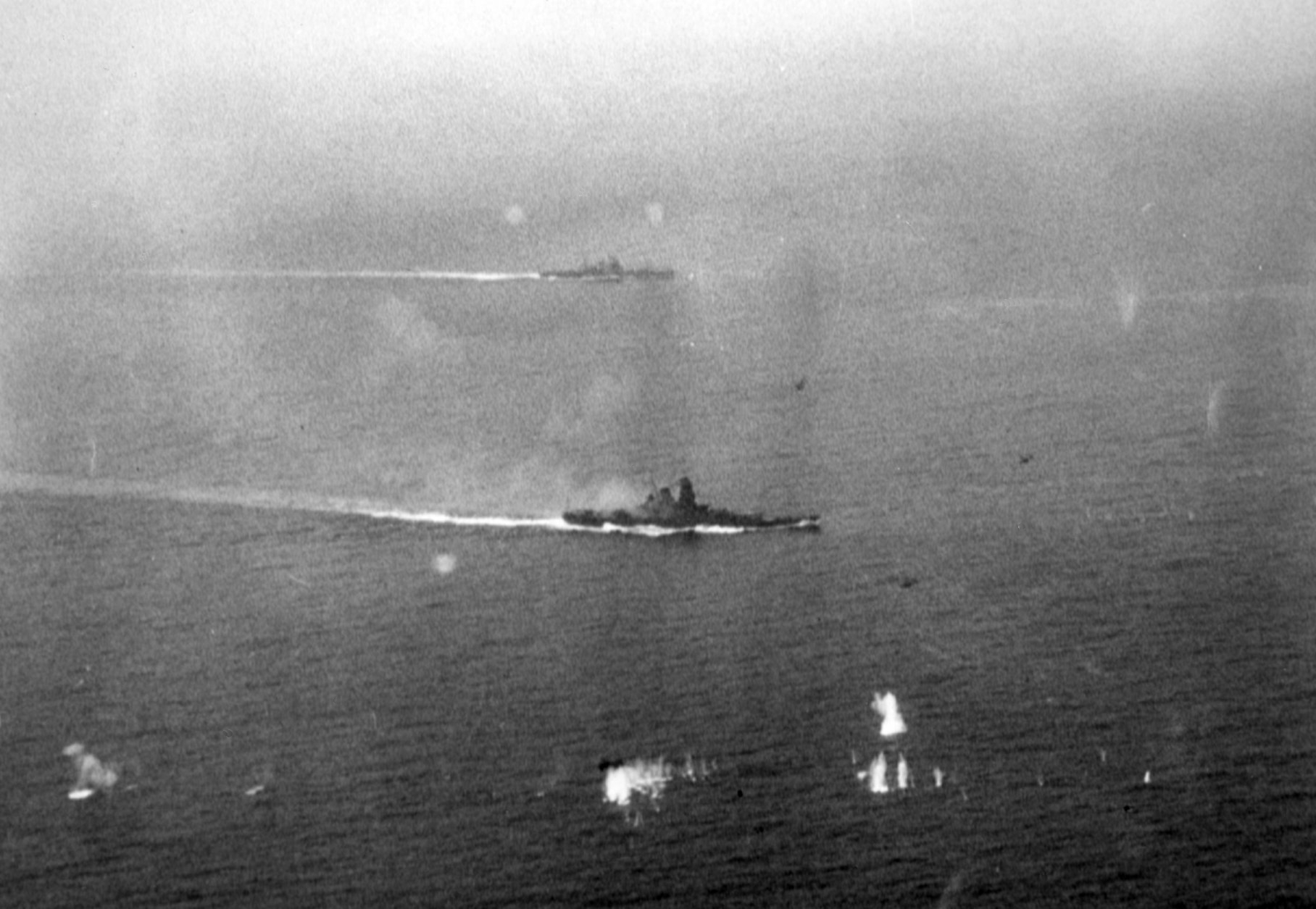
La nave da battaglia Yamato e l'incrociatore Tone (o il Chikuma) in rotta verso la zona della battaglia del Golfo di Leyte.

- 1º ottobre - Viene soppressa la rivolta di Varsavia prima che arrivi l'Armata Rossa: 300.000 polacchi morti.
- 3 ottobre - Le forze alleate entrano a Calais.
- 4 ottobre - Sbarco inglese in Grecia.
- 6 ottobre - Inizio della battaglia di Debrecen sul fronte orientale (terminerà il 29 ottobre).
- 9 ottobre - Winston Churchill, preoccupato dalla rapidità dell'avanzata sovietica, si reca a Mosca per un incontro riservato con Stalin, durante il quale definisce la futura divisione geopolitica dell'Europa.
- 10 ottobre - 800 bambini rom vengono sistematicamente uccisi ad Auschwitz. Offensiva della marina statunitense contro Okinawa e le isole Ryūkyū
- 12 ottobre - Gli Alleati sbarcano ad Atene.
- 13 ottobre - Riga viene occupata dall'Armata Rossa.
- 14 ottobre - Il Feldmaresciallo Erwin Rommel si suicida dopo le accuse mossegli in seguito all'attentato contro Hitler.
- 15 ottobre - Ungheria: Miklós Horthy avvia colloqui di resa coi sovietici; viene arrestato e sostituito da Ferenc Szálasi (governo ungherese di unità nazionale).
- 18 ottobre - Giappone: l'età minima per arruolarsi viene abbassata a 17 anni. L'armata rossa avanza in Cecoslovacchia.
- 19 ottobre - Strage del pane, soldati badogliani sparano sulla folla a Palermo
- 20 ottobre - Jugoslavia: i partigiani di Tito e l'Armata Rossa liberano Belgrado.
- 21 ottobre - Al termine della battaglia, Aquisgrana è la prima città della Germania ad essere occupata dalle forze Alleate.
- 22 ottobre - Strage di Nemmersdorf
- 23 ottobre - Inizia la battaglia del Golfo di Leyte nelle Filippine.
- 24 ottobre - I russi giungono ai confini della Jugoslavia.
- 25 ottobre - I finlandesi e l'Armata Rossa entrano a Kirkenes, la prima città della Norvegia ad essere liberata dall'occupazione tedesca.
- 26 ottobre - Si conclude la battaglia del Golfo di Leyte.
- 28 ottobre - Armistizio tra Bulgaria e Unione Sovietica.

### Novembre
- Königsberg assediata dai sovietici, ma resiste sotto un incessante bombardamento anglo-americano.
- 2 novembre - Termina lo sgombero tedesco dalla Grecia in preda alla guerra civile. Scontri tra tedeschi e bulgari in Macedonia. Inizia lo sgombero dell'Albania.
- 6 novembre - Liberazione della Grecia.
- 9 novembre - Gli Alleati entrano a Forlì, la Città del Duce: è un avvenimento di grande rilievo simbolico.
- 12 novembre - La corazzata tedesca Tirpitz viene distrutta in Norvegia da un bombardamento della RAF. (Operazione Catechism)
- 13 novembre - Il generale Alexander invita i partigiani italiani a nascondersi e cessare l'attività militare anti-fascista su vasta scala, dato il rallentamento dell'avanzata Alleata. Sbandamento di alcune forze partigiane e ripresa dell'attività fascista e tedesca contro i gruppi di resistenza anti-fascisti.
- 15 novembre Torino: sciopero antitedesco.
- 24 novembre - Bombardamento di Tokyo: primo raid di 88 bombardieri americani sulla capitale giapponese.
- 26 novembre - Le camere a gas dei campi di Auschwitz e Stutthof vengono distrutte dai bombardamenti anglo-americani.

### Dicembre
- 1º dicembre - Thiaroye, Senegal - rivolta di campo di truppe africane, divenuta nota come il Massacro di Thiaroye.
- 7 dicembre - Gian Carlo Pajetta, Ferruccio Parri, Edgardo Sogno ed il generale Wilson firmano i Protocolli di Roma, che riconoscono il CLNAI come unico rappresentante delle forze di resistenza nella Repubblica Sociale Italiana oltre ad un prestito economico, ma non come governo ufficiale e sotto stretto vincolo delle forze alleate. Sandro Pertini dichiarerà questi patti una sconfitta del movimento partigiano.
- 9 dicembre - Nuova offensiva sovietico-romena in Ungheria.
- 16 dicembre - La Wehrmacht lancia l'Offensiva delle Ardenne.
- 16 dicembre - Anversa una V-2 distrugge il Cine Rex, 567 vittime, tra cui 296 tra il personale alleato: è il più mortale attacco provocato dalle V-2 singolarmente.
- 17 dicembre - Truppe delle Waffen-SS del Kampfgruppe Peiper compiono il massacro di Malmédy.
- 18 dicembre - Bombardamento statunitense su Osaka
- 19 dicembre - Sconfitta delle riserve corazzate americane; le Panzer-Divisionen marciano su Bastogne
- 20 dicembre - Resa delle truppe americane circondate nello Schnee Eifel.
- 20 dicembre - Inizia l'ultima fase dell'offensiva sovietica per accerchiare e conquistare Budapest.
- 21 dicembre - Le forze tedesche occupano, dopo una dura battaglia, Saint-Vith.
- 25 dicembre - Le divisioni corazzate tedesche, giunte in vista della Mosa, subiscono il contrattacco delle riserve americane e devono ripiegare.
- 26 dicembre - Truppe corazzate americane sbloccano la guarnigione assediata di Bastogne.
- 27 dicembre - L'Armata Rossa completa l'accerchiamento di Budapest, dove rimangono bloccati oltre 100.000 soldati tedeschi e ungheresi.
- 29 dicembre - Termina lo sgombero dei tedeschi dall'Albania, Enver Hoxha forma un governo comunista.
- 31 dicembre - Il nuovo governo ungherese formato nella parte occupata dall'armata rossa dichiara guerra alla Germania.